# Florence Pernel
Florence Pernel (Parigi, 30 giugno 1962) è un'attrice francese.
Attrice in attività sin dall'inizio degli anni settanta, tra i suoi ruoli principali, figura, tra l'altro, quello del giudice Élisabeth Richard in un ciclo di film TV.

## Biografia
Florence Pernel nasce a Parigi il 30 giugno 1962.
Ancora bambina, fa il proprio debutto sul piccolo schermo nel film TV diretto da Jean Archimbaud Plein de soleil, film del quale è protagonista nel ruolo di Vanina.
Nel 1993, è nel cast principale del film diretto da Krzysztof Kieślowski Tre colori - Film blu (Trois couleurs: Bleu), dove interpreta il ruolo di Sandrine. Il ruolo le vale una nomination al Premio César come migliore promessa femminile.
In seguito, dal 1993 al 2002 è protagonista nel ruolo del giudice Florence Larrieu della serie televisiva Florence Larrieu: Le juge est une femme (serie che avrà poi come ideale prosecuzione Alice Nevers - Professione giudice, con protagonista Marine Delterme).
Nel 2005, si sposa con il giornalista e sceneggiatore Patrick Rotman, dal quale avrà due figli, Paul e Tina.
L'anno seguente, è protagonista, al fianco di Bruno Wolkowitch, del film TV diretto da Alain Wermus Je t'aime à te tuer, regia di Alain Wermus, dove interpreta il ruolo di Béatrice. In seguito, nel 2011 è protagonista, al fianco di Denis Podalydès, del film biografico diretto da Xavier Durringer La Conquête, dove interpreta il ruolo di Cécilia Sarkozy, la moglie del presidente della Repubblica Nicolas Sarkozy e, nello stesso anno, è protagonista, al fianco di Jacques Perrin, del film TV diretto da Henri Helman Louis XI, le pouvoir fracassé, dove interpreta il ruolo di Anna di Francia.
Nel 2014, è protagonista, al fianco di Vincent Winterhalter, del film TV diretto da Claude-Michel Rome Delitto in Lozère (Crime en Lozère), dove interpreta di ruolo del giudice Élisabeth Richard.  Interpreterà poi lo stesso ruolo nei film TV Delitto in Camargue (Crime à Aigues-Mortes, 2015), Delitto in Maussane (Crime dans les Alpilles, 2017), dove è sempre affiancata da Vincent Winteralter e nei film TV Delitto a Cadenet (Crime dans le Luberon, 2018). Delitto nell'Hérault (Crime dans l'Hérault, 2019), Delitto a Saint-Affrique (Crimes dans le Lazarc, 2020)  e Delitto a Biot (Crimes à Biot, 2021), dove è invece affiancata da Guillaume Cramoisan e Lola Dewaere.

## Filmografia parziale

### Cinema
- Que les gros salaires lèvent le doigt!, regia di Denys Granier-Deferre (1982)
- Cellini - Una vita scellerata, regia di Giacomo Battiato (1990)
- En brazos de la mujer madura, regia di Manuel Lombardero  (1997)
- Tre colori - Film blu (Trois couleurs: Bleu), regia di Krzysztof Kieślowski (1993)
- Vive la République, regia di Eric Rochant (1997)
- L'autre Dumas, regia di Safy Nebbou (2010)
- Ritorno in Borgogna (Ce qui nous lie), regia di Cédric Klapisch (2017)

### Televisione
- Plein de soleil, regia di Jean Archimbaud - film TV (1973)
- Florence Larrieu: Le juge est une femme - serie TV, 17 episodi (1993-2002)
- Les Steenfort, maîtres de l'orge - miniserie TV, 6 episodi (1996-1999)
- Napoléon - miniserie TV (2002)
- Lagardère, regia di Henri Helmam - film TV (2003)
- Je t'aime à te tuer, regia di Alain Wermus - film TV (2006)
- Mes amis, mes amours, mes emmerdes - serie TV, 26 episodi (2009-2015)
- Louis XI, le pouvoir fracassé, regia di Henri Helman - film TV (2011)
- Nome in codice: Rose (Nom de code: Rose), regia di Arnauld Mercadier - film TV (2012)
- Paris - serie TV, 6 episodi (2015)
- Nome in codice: Rose (Nom de code: Rose), regia di Arnauld Mercadier - film TV (2012)
- Delitto in Lozère (Crime en Lozère), regia di Claude-Michel Rome - film TV (2015)
- Delitto in Camargue (Crime à Aigues-Mortes), regia di Claude-Michel Rome - film TV (2015)
- Delitto in Martigues (Crime à Martigues), regia di Claude-Michel Rome - film TV (2016)
- Delitto in Maussane (Crime dans les Alpilles), regia di Éric Duret - film TV (2017)
- Delitto a Cadenet (Crime dans le Luberon), regia di Éric Duret - film TV (2018)
- Delitto nell'Hérault (Crime dans l'Hérault), regia di Éric Duret - film TV (2019)
- Destini in fiamme (Le Bazar de la Charité) - miniserie TV, 8 episodi (2019)
- Delitto a Saint-Affrique (Crimes dans le Lazarc), regia di Marwen Abdallah - film TV (2020)
- L'école de la vie - serie TV, 6 episodi (2021)
- Delitto a Biot (Crimes à Biot), regia di Christophe Douchand - film TV (2021)

## Premi e nomination
- 1994: Nomination al Premio César come migliore promessa femminile per Tre colori - Film blu
- 1999: Nomination al Premio Molière
- 2002: Nomination al Premio Molière come miglior attrice per Scrivimi fermo posta